# Věra Kotasová-Kostruhová
Věra Kotasová-Kostruhová (ur. 14 lipca 1977 w Brnie) – czeska wspinaczka sportowa. Specjalizowała się w boulderingu oraz we wspinaczce klasycznej. Brązowa medalistka mistrzostw świata we wspinaczce sportowej z 2005 roku w konkurencji boulderingu.

## Kariera sportowa
Wielokrotny uczestnik mistrzostw świata i mistrzostw Europy. Brązowa medalistka  mistrzostw świata z 2005 roku we wspinaczce sportowej z Monachium w konkurencji boulderingu, a w 2002 na mistrzostwach Europy również zdobyła brązowy medal.
Wielokrotna uczestniczka, prestiżowych, elitarnych zawodów wspinaczkowych Rock Master we włoskim Arco.

## Osiągnięcia

### Mistrzostwa świata
| Konkurencje | 1999 | 2003 | 2005 |
| Bouldering  | —    | 6    | 3    |
| Prowadzenie | 20   | —    | —    |

### Mistrzostwa Europy
| Konkurencje | 2000  | 2002 |
| Bouldering  | —     | 3    |
| Prowadzenie | 21-22 | —    |

### Rock Master
| Konkurencje | 2000 | 2002 | 2003 |
| Bouldering  | 6-8  | 6    | 6    |